# スキャンダル (2003年の映画)
『スキャンダル』（原題：스캔들 - 조선남녀상열지사、英題：Untold Scandal）は、2003年公開の韓国映画。監督はイ・ジェヨン。脚本はイ・ジェヨン、キム・デウ、キム・ヒョンジョン。主演はペ・ヨンジュン、イ・ミスク、チョン・ドヨン。R-18指定（DVDの購入またはレンタルは18歳未満でも可）。
テレビドラマ『冬のソナタ』などで知られる俳優ペ・ヨンジュンの初主演映画。

## 概要
原作はピエール・ショデルロ・ド・ラクロが1782年に発表したフランスの古典恋愛小説『危険な関係』、舞台設定は李朝末期の朝鮮。
韓国では、公開4日間で動員110万人を超え韓国映画史上の「新記録歴代韓国映画最短期間初週末100万突破新記録」、「韓国映画最多週末観客数記録」、「最高週末前売り量記録」、「最高前売り占有率記録」、「韓国映画最高スクリーン公開数記録」（2003年10月現在）を達成した。。「青龍映画賞 2003」では、最優秀作品賞、監督賞を受賞した。
日本では、シネカノン・松竹配給で2004年5月22日にシネカノン有楽町2丁目・渋谷シネ・アミューズほか全国110館にて劇場公開された。DVD総合オリコンウィークリーチャートでは2位を記録。アジアの国以外では、イタリアなどで公開された。

## ストーリー
多彩な才能と美しさ、そして莫大な富に恵まれながらも子供が出来ないチョ夫人。夫・ユ長官は若い中流階級出の側室を迎えることを決意し、チョ夫人に告げる。従兄弟・チョ・ウォンとは愛し合っていながら、儒教社会の慣習からユ長官と親同士が決めた結婚をさせられ、その上、側室まで迎えられることが心底気に入らないチョ夫人。復讐のために従兄弟のウォンに「側室のソオクを妊娠させて。成功すればお前の欲しがっていたけれど決して手に入らなかった褒美をやろう」と話を持ち出す。しかし、ウォンは「条件が簡単過ぎる。今、自分が目を付けている27年間も貞節を守り続けている淑夫人のヒヨンを落としたら褒美をもらおう」と自ら条件を出し、チョ夫人とウォンの2人の恋愛ゲームが始まっていく。

## 登場人物
チョ・ウォン
演 - ペ・ヨンジュン
狙った女性は必ず落とす、風流なプレイボーイ。科挙に受かっていながらも官職に就かない両班。趣味である春画を描いて日々を過ごす。
チョ夫人
演 - イ・ミスク
チョ・ウォンの従姉妹。恋愛ゲームの話を持ち出した張本人。才色兼備。
チョン・ヒヨン
演 - チョン・ドヨン
チョ・ウォンが賭けのターゲットにした女性。18歳の時に婚約者に先立たれ、27年間貞操を守り続けている。婚約者は大臣だった。宮中に出仕しなくてよい淑夫人（正三品の外命婦）の称号を持つ。儒教の慣習では、婚約者と死別した女性は一生独身でいることが美徳とされる。貞女の鏡として宮廷から「烈女門」を贈呈されている。烈女門は家の大門にされる。

## 日本語吹替
| 役名           | 俳優             | 日本語吹替 | 日本語吹替 |
| 役名           | 俳優             | ソフト版 | テレビ東京版 |
| -------------- | ---------------- | --- | --- |
| チョ・ウォン   | ペ・ヨンジュン   | 東地宏樹 | 萩原聖人 |
| チョ夫人       | イ・ミスク       | 小山茉美 | 萩尾みどり |
| チョン・ヒヨン | チョン・ドヨン   | 大坂史子 | 魏涼子 |
| ソオク         | イ・ソヨン       | 園崎未恵 | 弓場沙織 |
| クォン・インホ | チョ・ヒョンジェ | 鉄野正豊 | 桐本琢也 |
| その他         |                  | 長克巳 竹口安芸子 後藤敦 小池亜希子 松谷彼哉 斉藤次郎 糸博 石波義人 滝沢久美子 佐藤晴男 加藤悦子 村上あかね 浅井晴美 柚木麻友子 藤井啓輔 飯島肇 | 佐々木勝彦 藤井佳代子 佐藤淳 増子倭文江 田原アルノ 宮寺智子 寺内よりえ 内川藍維 後藤哲夫 津々見沙月 小形満 白熊寛嗣 遠藤純一 宇乃音亜季 浅井清己 武虎 |
|                |                  | | |
| 演出           |                  | 羽田野千賀子 | 伊達康将 |
| 翻訳           |                  | 舟見恵香 | 舟見恵香 |
| 調整           |                  | 阿部佳代子 | 高久孝雄 |
| 効果           |                  | | リレーション |
| 担当           |                  | 米屋林太郎 | 河村常平 春田由佳 |
| 台本           |                  | 原口真由美 | 原口真由美 |
| 配給           |                  | | シネカノン |
| プロデューサー |                  | 武藤政夫 吉野秀宏 | 渡邉一仁 寺原洋平 |
| 制作           |                  | HALF H･P STUDIO | テレビ東京 東北新社 |
| 初回放送       |                  | | 2005年3月14日 『ホワイトデーシネマスペシャル』 |